# Brežnje
Brežnje (nemško Fresnach) je naselje v Občini Šentjakob v Rožu v Okraju Beljak-dežela na Koroškem v Avstriji.